# Callback (Telekommunikation)
Callback bezeichnet in der Telekommunikation ein Verfahren, bei dem Telefongespräche durch einen Dienstleister, der nicht der Netzbetreiber des Telefonanschlusses ist, mittels Rückrufs (dt. für engl. Callback) beim Anrufer vermittelt werden.

## Prinzip
Der Verbindungsaufbau der kommunikationstechnischen Verbindung zwischen Anrufer und Dienstleister erfolgt hier – anders als bei Callthrough – durch den Dienstleister. Der Teilnehmer fordert hierzu beim Anbieter entweder mittels einer kurzen Anwahl ("Ping-Anruf") oder online über einen Browser, per SMS oder eine Handy-Software die Verbindung an, woraufhin der Anbieter den Teilnehmer auf der vereinbarten Rückrufnummer des Telefonanschlusses, von dem aus dieser telefonieren möchte, zurückruft.
Callback ist besonders dann interessant, wenn das Terminierungsentgelt für den Gesprächsabschluss beim Anrufer (A-Teilnehmer) substantiell niedriger ist als der Verbindungstarif, der bei einem Gesprächsaufbau durch den A-Teilnehmer anfällt. Beispielsweise wurden in der Vergangenheit häufig durch spezielle Interconnection-Vereinbarungen von ausländischen Callback-Anbietern für inländische Mobilfunkanschlüsse genutzt; bei inländischen Anbietern insbesondere durch spezielle kostenfreie interne Rufumleitungen von eingehenden Verbindungen zu Festnetzrufnummern der Homezone-Produkte (In Deutschland bundesweite Homezone).

## Web-basierte Telefonie
Callback findet seit einiger Zeit durch die sogenannte "Web-basierte", "Web-aktivierte" oder "Browser-basierte" Telefonie von Anbietern wie Jajah und Peterzahlt vermehrt Anwender jenseits der vormaligen eher Technik-affinen Nutzergruppe und jenseits des Mobilfunks. Hierbei erfolgt im Gegensatz zur klassischen Webtelefonie (mittels VoIP-Softphones wie Skype) nur die Eingabe der Rufnummer(n), die Verbindungsanforderung und gegebenenfalls die Benutzerkontenverwaltung online über das Internet, während sowohl die Gesprächszuführung vom A-Teilnehmer als auch die Terminierung beim B-Teilnehmer über das herkömmliche Festnetz (mittels Callback) geschieht und nur die Weitverkehrsvermittlung der Verbindungen ggf. über IP-Telefonie-Techniken realisiert wird.

## Online-Einwahlverbindungen
Callback findet auch Anwendung zur Authentifizierung von Nutzern von Online-Wählverbindungen in sicherheitssensitiven Bereichen (z. B. Zugang zum firmeninternen Intranet).